# Seznam nejvyšších českých kancléřů

Znak zemí České koruny

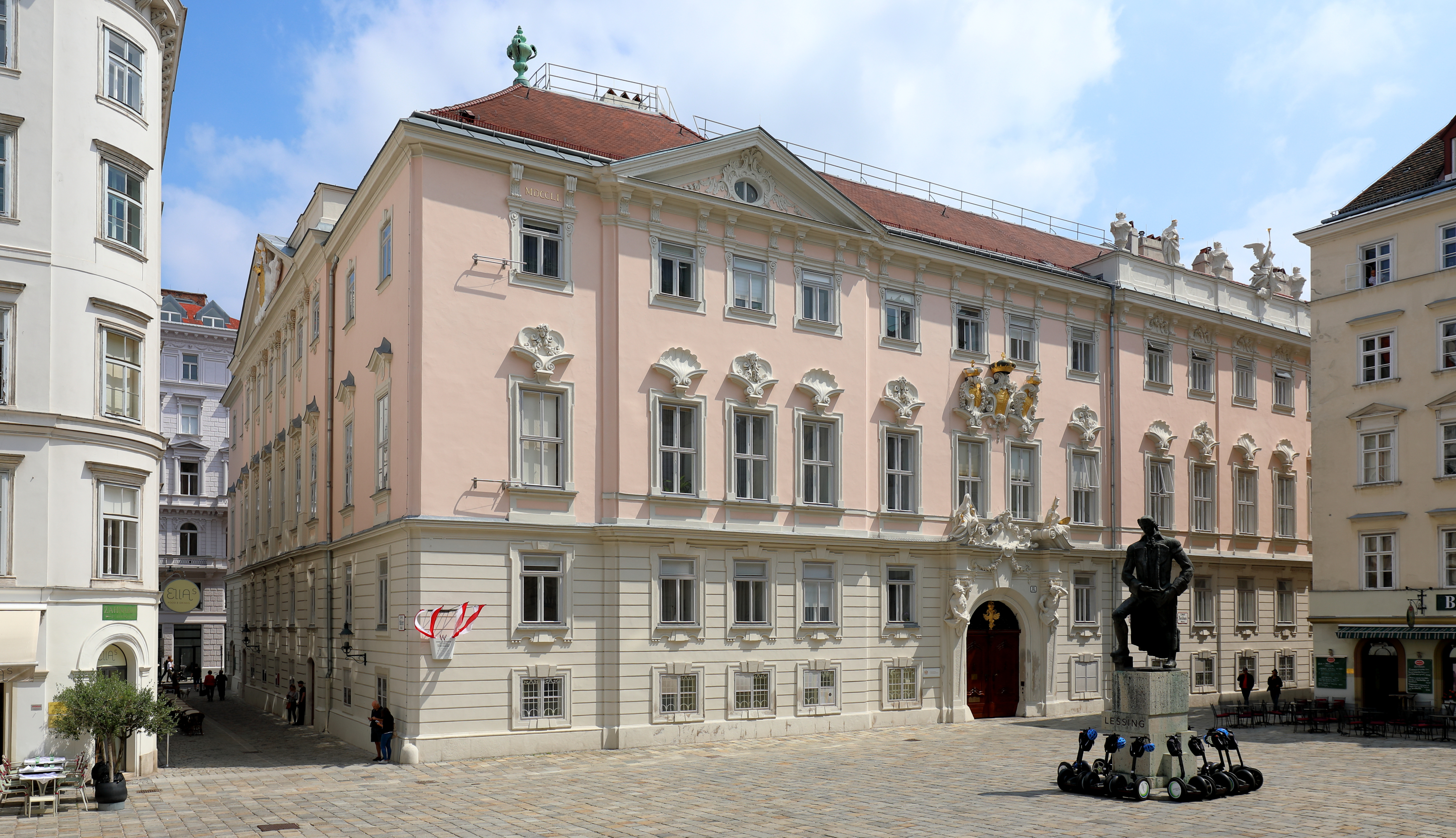
Budova České dvorské kanceláře na Judenplatzu ve Vídni

Toto je seznam nejvyšších českých kancléřů, tj. nejvyšších kancléřů zastupujících panovníka v Českém království v letech 1523-1749. 
V roce 1527 nechal král Ferdinand I. zřídit Českou dvorskou kancelář pro správu Českých zemí. V jejím čele stál nejvyšší kancléř, český šlechtic Adam I. z Hradce.
Česká dvorní kancelář ve Vídni, která měla na starosti správu českých zemí byla zrušena v roce 1749. Po tomto datu se funkce s titulem „nejvyšší český a první rakouský kancléř“ ujal Bedřich Vilém Haugvic (v letech 1749–1753 se úřad nazýval prezident Directoria in publicis et cameralibus)

## Kancléř
- 1523–1531 Adam I. z Hradce
- 1531–1537 Jan Pluh z Rabštejna († 1537)
- (1538)–1542 Wolfgang Krajíř z Krajku († 1554)
- 1542-1554 Jindřich z Plavna
- 1554-1565 Jáchym z Hradce
- 1566–1582 Vratislav z Pernštejna
- 1583–1584 neobsazeno
- 1585–1593 Adam II. z Hradce
- 1594–1596 neobsazeno
- 1597-1598 Jiří Bořita z Martinic
- 1599-1628 Zdeněk Vojtěch Popel z Lobkovic
- 1628-1652 Vilém Slavata z Chlumu a Košumberka
- 1652-1683 Jan Hartvík z Nostic
- 1683–1699 František Oldřich Kinský
- 1700–1705 Jan František Bruntálský z Vrbna (1643–1705)
- 1705–1711 Václav Norbert Oktavián Kinský
- 1711-1712 Jan Václav Vratislav z Mitrovic
- 1713–1723 Leopold Josef Šlik
- 1723-1736 František Ferdinand Kinský
- 1736-1738 Vilém Albrecht Krakovský z Kolovrat
- 1738-1745 Filip Josef Kinský
- 1745-1749 Bedřich August z Harrachu